# Sławsko (Ukraina)
Sławsko (ukr. Славсько, Sławśko) – osiedle typu miejskiego na Ukrainie, w obwodzie lwowskim, w rejonie stryjskim, siedziba hromady. Leży w Bieszczadach Wschodnich, na wysokości 593 m n.p.m., 139 km na płd.-zach. od Lwowa, 26 km od Skolego, u ujścia Sławki do Oporu. 
W Sławsku znajduje się stacja kolejowa na trasie Lwów – Stryj – Skole – Mukaczewo, na której zatrzymują się wszystkie pociągi podmiejskie ze Stryja i Skolego oraz niektóre krajowe pośpieszne. 
Miejscowość stanowi bazę wyjściową dla wycieczek (szlaki nie oznakowane) na Trościan (1235 m n.p.m.), Zielony Wierch (1245 m n.p.m.) i Wysoki Wierch (1245 m n.p.m.). 

## Historia
Sławsko było wzmiankowane po raz pierwszy w 1483 roku.
W okresie międzywojennym miejscowość leżała w granicach Polski, w województwie stanisławowskim, początkowo w powiecie skolskim, a od 1 kwietnia 1932 roku w  powiecie stryjskim; mieściła się tu siedziba gminy wiejskiej Sławsko. 
W 1911 r. Karpackie Towarzystwo Narciarzy we Lwowie zbudowało tu Schronisko Turystyczne i prowadziło je do czasów II wojny światowej.
W styczniu 1936 został oddany do użytku Wojska Polskiego ośrodek narciarski.
W latach 1940–1941 i 1944–1959 siedziba rejonu sławskiego. 
6 marca 1938 otwarto nowoczesny Hotel Turystyczny w Sławsku. 
Sławsko przed wojną było nazywane Zakopanem Bieszczadów Wschodnich, piękne tereny, niedaleko od Lwowa przyciągały narciarzy. Konkurencję stanowiła tylko Worochta, dalej położona od Lwowa (około 250 km), z wyższymi stokami dla wytrawnych narciarzy.
W 2023 roku Rada Najwyższa Ukrainy zmieniła nazwę osiedla z formy Славське (Sławśke) na Славсько (Sławśko).

Archiwalne widoki z lat 30. XX w
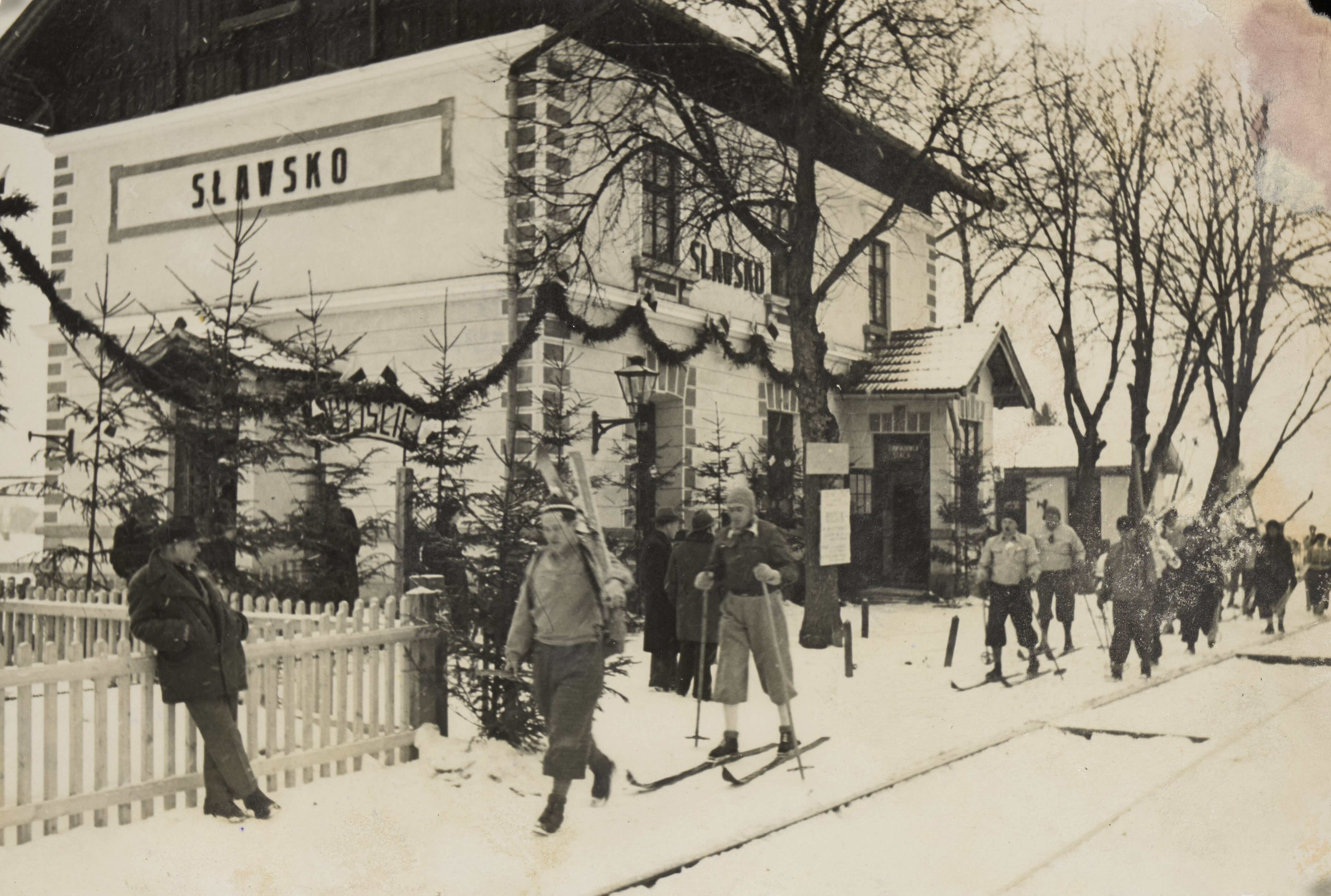
Dworzec kolejowy
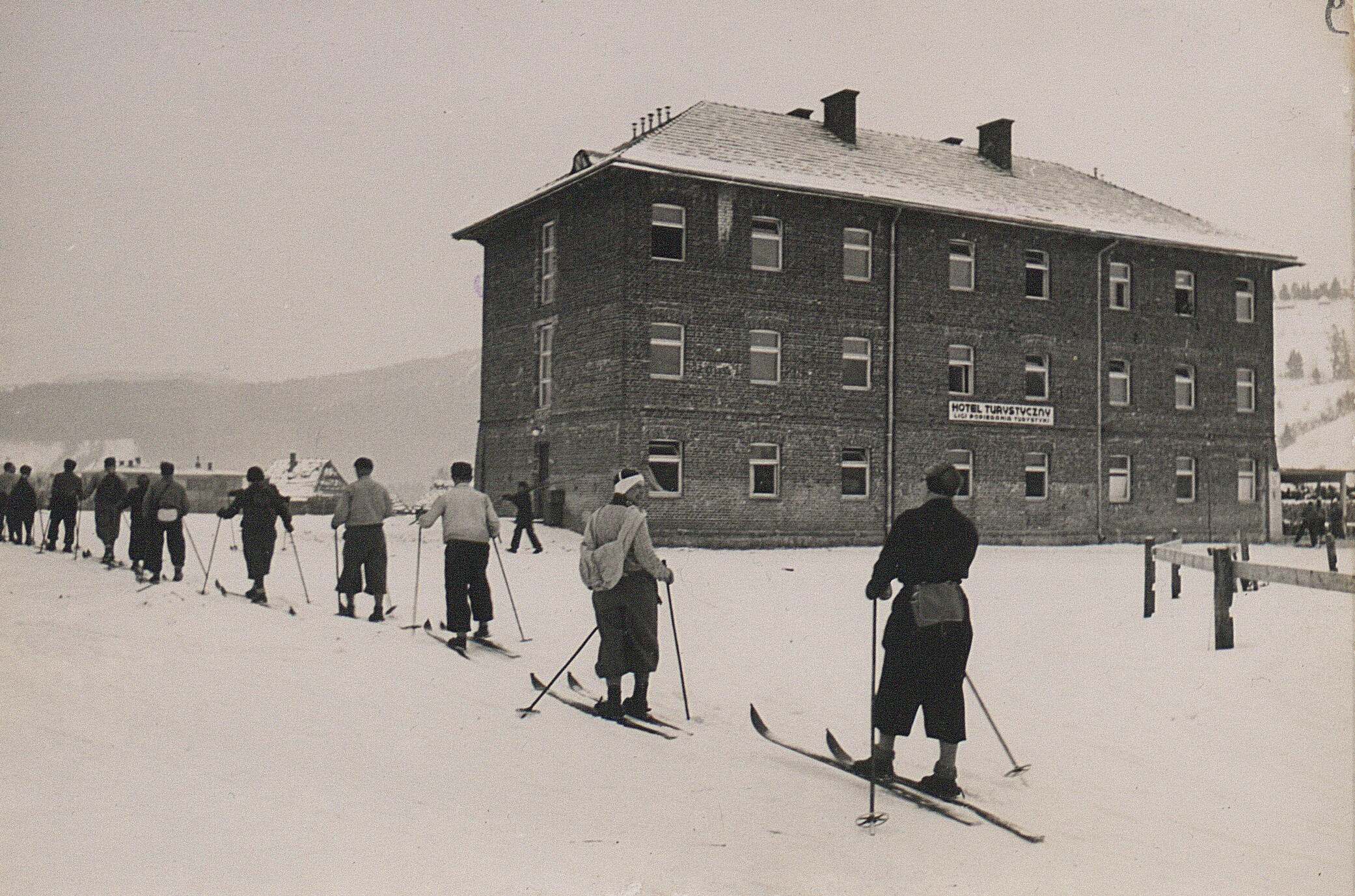
Hotel Turystyczny LPT
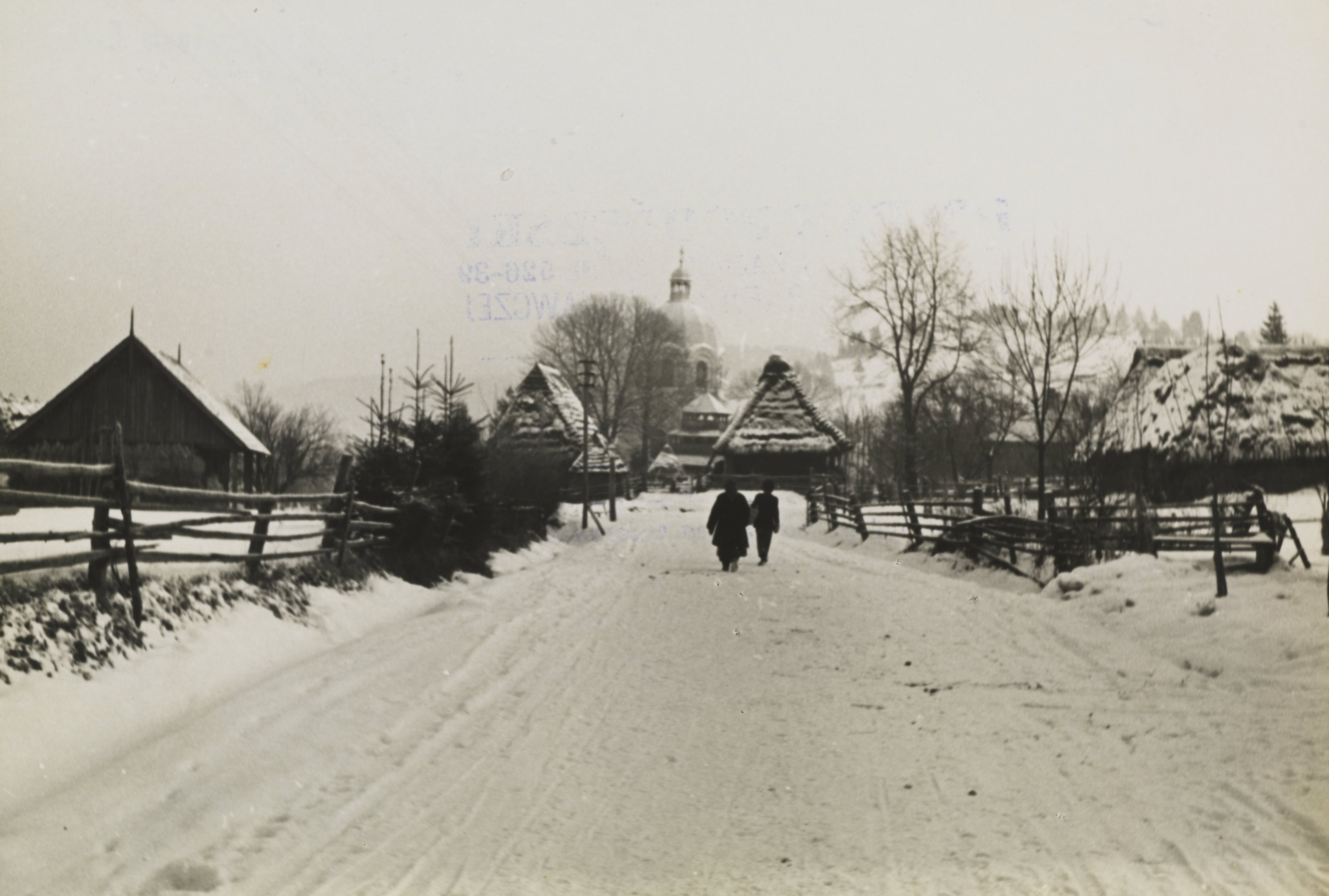
Chaty bojków
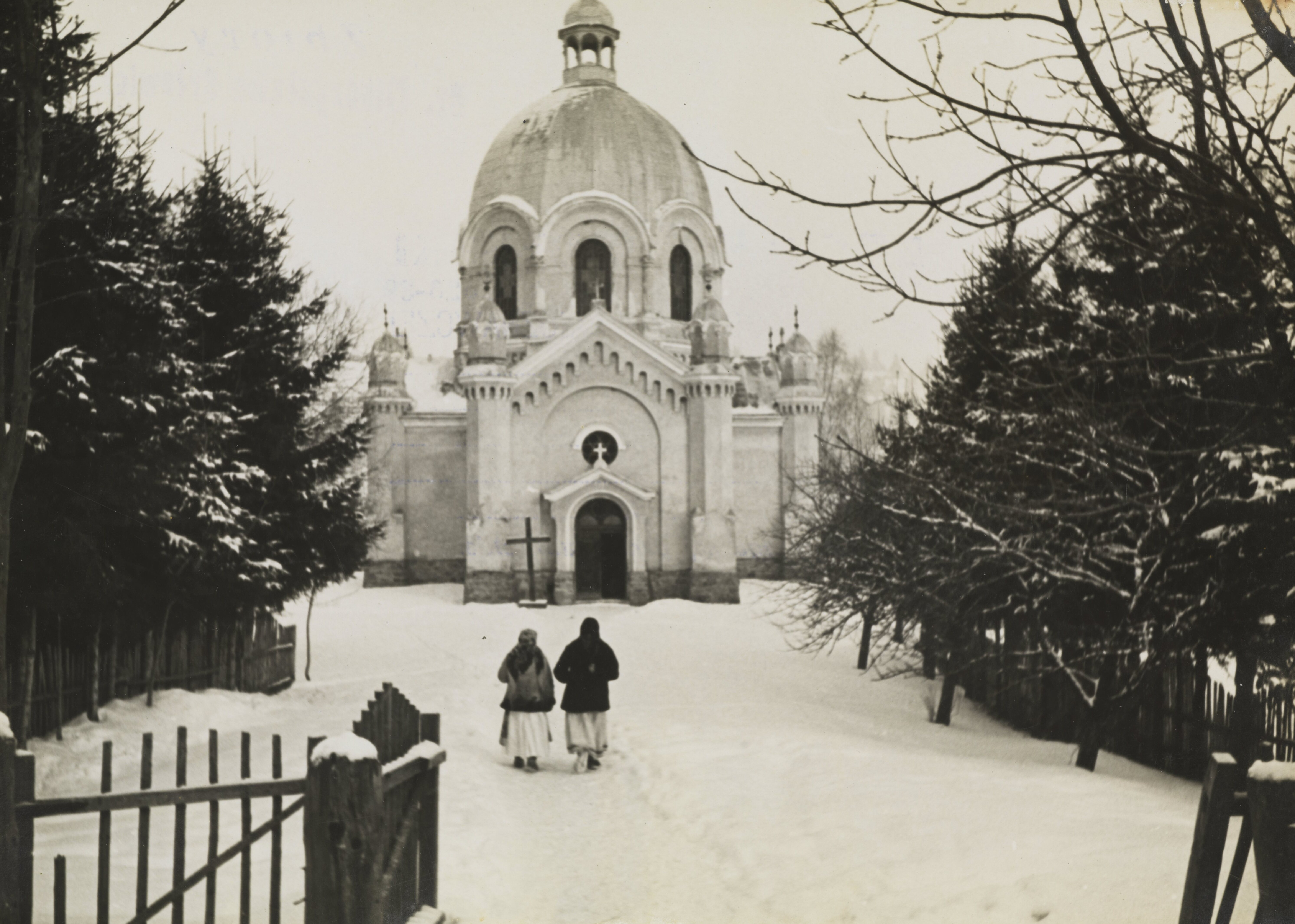
Cerkiew
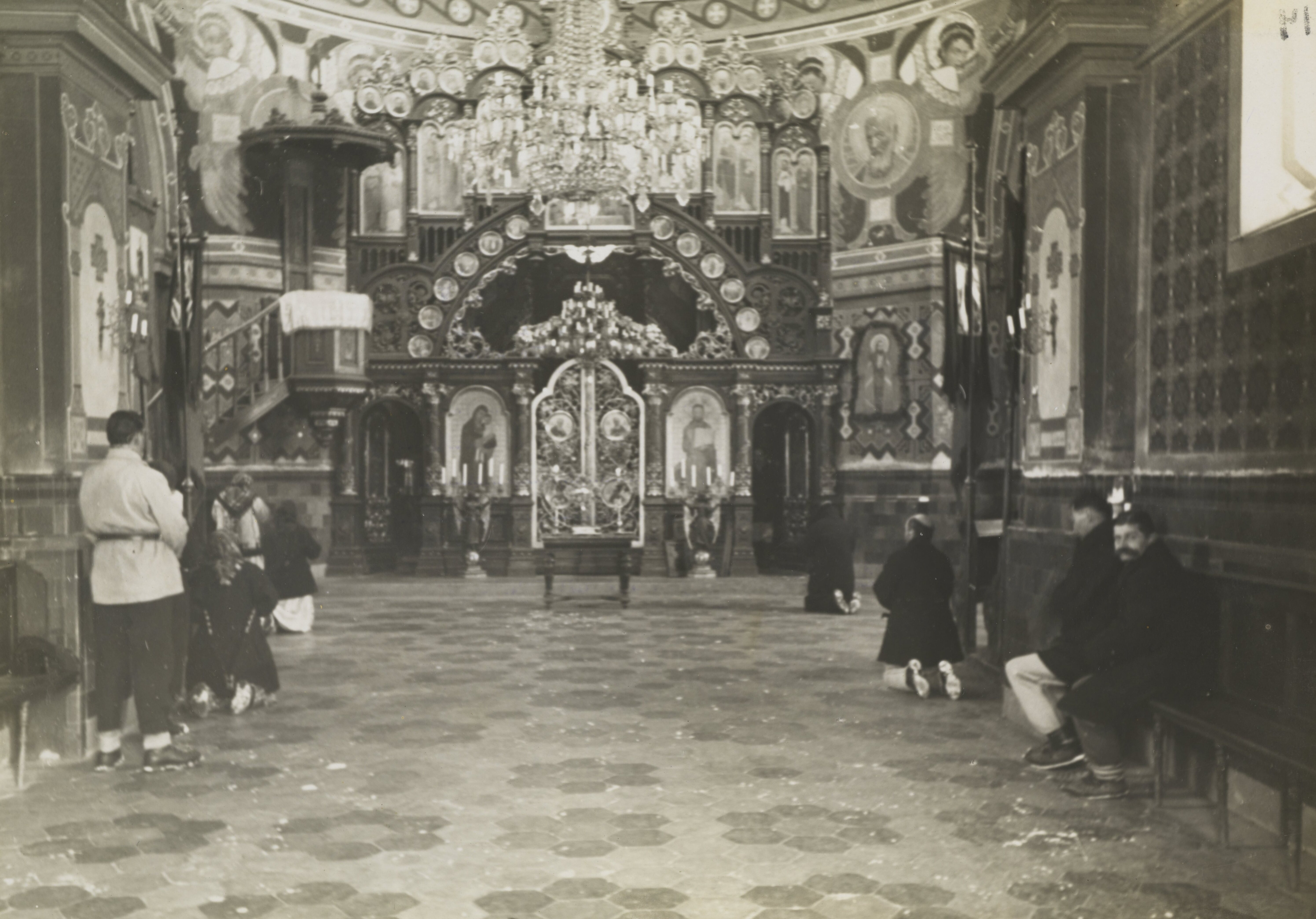
Wnętrze cerkwi